# بطولات الغولف الكبرى للرجال
بطولات الغولف الكبرى للرجال، والمعروفة عادة باسم البطولات الكبرى، وغالبًا ما يُشار إليها ببساطة بـ"المايجرز"، تُعد أكثر البطولات هيبة في رياضة الغولف. تاريخيًا، كانت البطولات المفتوحة والبطولات للهواة في كل من المملكة المتحدة والولايات المتحدة تُعدّ البطولات الكبرى. ومع صعود الغولف الاحترافي في منتصف القرن العشرين، أصبح يُشار بمصطلح "البطولات الكبرى" إلى أكثر البطولات الاحترافية مكانةً.
في الغولف الاحترافي الحديث للرجال، توجد أربع بطولات كبرى معترف بها عالميًا. ومنذ عام 2019، تُقام هذه البطولات حسب الترتيب التالي:
- بطولة الماسترز في أبريل؛ تُقام بدعوة من نادي أوغوستا الوطني للغولف في مدينة أوغستا بولاية جورجيا.
- بطولة رابطة لاعبي الغولف المحترفين في مايو؛ تُنظمها رابطة الغولف الأمريكية وتُقام في مواقع مختلفة داخل الولايات المتحدة.
- بطولة الولايات المتحدة المفتوحة في يونيو؛ تُنظمها رابطة الغولف الأمريكية (USGA) وتُقام في مواقع متعددة داخل الولايات المتحدة.
- البطولة المفتوحة في يوليو؛ تُنظمها رابطة الغولف الملكية والعتيقة ذا آر أند إيه وتُقام في ملاعب "لينكس" بمواقع مختلفة في المملكة المتحدة.

## نظرة عامة
| البطولة الكبرى                     | الشهر | عطلة نهاية الأسبوع                                           | الموقع                                         | الجهة المنظمة                              | الدولة           | أول بطولة | الجوائز المالية             | حصة الفائز                  |
| البطولة الكبرى                     | الشهر | عطلة نهاية الأسبوع                                           | الموقع                                         | الجهة المنظمة                              | الدولة           | أول بطولة | بملايين الدولارات الأمريكية | بملايين الدولارات الأمريكية |
| ---------------------------------- | ----- | ------------------------------------------------------------ | ---------------------------------------------- | ------------------------------------------ | ---------------- | --------- | --------------------------- | --------------------------- |
| بطولة الماسترز                     | أبريل | نهاية الأسبوع التي تنتهي بالأحد الثاني من أبريل              | نادي أوغوستا الوطني للغولف، أوغستا، جورجيا     | نادي أوغوستا الوطني للغولف، أوغستا، جورجيا | الولايات المتحدة | 1934      | 21                          | 4.2                         |
| بطولة رابطة لاعبي الغولف المحترفين | مايو  | أسبوع واحد قبل عطلة يوم الذكرى في الولايات المتحدة           | متعددة                                         | رابطة لاعبي الغولف المحترفين الأمريكية     | الولايات المتحدة | 1916      | 18.5                        | 3.33                        |
| أمريكا المفتوحة                    | يونيو | نهاية الأسبوع التي تنتهي بالأحد الثالث من يونيو، أو عيد الأب | متعددة                                         | الاتحاد الأمريكي للغولف                    | الولايات المتحدة | 1895      | 21.5                        | 4.3                         |
| البطولة المفتوحة                   | يوليو | الأسبوع الذي يحتوي على يوم الجمعة الثالث من يوليو            | متعددة (ملاعب لينكس مختارة ضمن الدورة المحددة) | ذا آر أند إيه                              | المملكة المتحدة  | 1860      | 17.0                        | 3.1                         |

## التاريخ
تكوّنت البطولات الكبرى في الأصل من بطولتين بريطانيتين، وهما البطولة المفتوحة وبطولة الهواة [الإنجليزية]، ومن بطولتين أمريكيتين، هما بطولة الولايات المتحدة المفتوحة [الإنجليزية] وبطولة الهواة الأمريكية [الإنجليزية]. ومع انطلاق بطولة الماسترز في عام 1934، وازدهار الغولف الاحترافي في أواخر الأربعينيات والخمسينيات من القرن العشرين، أصبحت عبارة "البطولات الكبرى" تُستخدم تدريجيًا للإشارة إلى بطولات الماسترز، والولايات المتحدة المفتوحة، والمفتوحة البريطانية، وبطولة رابطة لاعبي الغولف المحترفين. من الصعب تحديد متى تغيّر التعريف ليشمل البطولات الأربع الحالية، إلا أن كثيرين يرجعون ذلك إلى موسم أرنولد بالمر في عام 1960. بعد فوزه ببطولتي الماسترز والولايات المتحدة المفتوحة في بداية الموسم، صرّح بالمر أنه إذا تمكن من الفوز ببطولتي المفتوحة البريطانية ورابطة لاعبي الغولف المحترفين خلال ما تبقى من الموسم، فسيُحقق "بطولته الكبرى الخاصة" التي تضاهي إنجاز بوبي جونز في عام 1930. وحتى ذلك الوقت، كان العديد من اللاعبين الأمريكيين مثل بايرون نيلسون يعتبرون أيضًا بطولتي الغرب المفتوحة والشمال والجنوب المفتوحة من بين "البطولات الكبرى" في الغولف، كما كانت بطولة رابطة لاعبي الغولف المحترفين البريطانية تحظى بأهمية كبيرة لدى المحترفين البريطانيين ومن دول الكومنولث، توازي أهمية بطولة رابطة لاعبي الغولف المحترفين الأمريكية.
خلال خمسينيات القرن العشرين، اعتُبرت بطولة العالم للغولف (التي لم تدم طويلًا) "بطولة كبرى" من قِبل المشاركين فيها، إذ كانت جائزتها المالية الأولى تفوق بعشرة أضعاف أي حدث آخر في اللعبة، وكانت أول بطولة يُبث ختامها مباشرةً على التلفزيون الأمريكي.
أقدم البطولات الكبرى هي البطولة المفتوحة (التي تُعرف خارج المملكة المتحدة بـ"البطولة البريطانية المفتوحة"). وقد هيمن عليها اللاعبون الأمريكيون خلال عشرينيات وثلاثينيات القرن العشرين، إلا أن التزايد الكبير في قيمة الجوائز المالية في البطولة الأمريكية منذ أربعينيات القرن الماضي، جعل من السفر الطويل إلى الخارج للمشاركة في البطولة أمرًا مرهقًا ومكلفًا بالنسبة للمحترفين الأمريكيين البارزين، مما أدى إلى تناقص مشاركاتهم بعد الحرب العالمية الثانية. فقد شارك بين هوجان مرة واحدة فقط عام 1953 وفاز بها، لكنه لم يعد للمشاركة بعدها. أما صامويل سنيد فقد فاز بالبطولة في عام 1946، إلا أنه خسر المال خلال الرحلة (إذ كانت الجائزة الأولى 600 دولار فقط)، ولم يعد للمشاركة حتى عام 1962.
وقد قال كاتب الغولف دان جنكينز، الذي كان يُعد من أبرز المرجعيات في موضوع البطولات الكبرى بسبب حضوره أكثر من 200 منها، إن "المحترفين لم يكونوا يتحدثون كثيرًا عن البطولات الكبرى آنذاك. أعتقد أن هربرت ارين ويند هو من بدأ باستخدام هذا المصطلح. فقد قال إن على اللاعبين أن يُقيَّموا وفقًا للبطولات الكبرى التي فازوا بها، لكن لم يكن هناك عدد محدد من البطولات الكبرى متفق عليه".
في عام 1960، شارك أرنولد بالمر في البطولة المفتوحة البريطانية في محاولة لتكرار إنجاز بين هوجان عام 1953 حين فاز بها في مشاركته الأولى. ورغم أنه حل في المركز الثاني بفارق ضربة واحدة، فقد عاد بالمر وفاز في النسختين التاليتين عامي 1961 و1962. ورغم استمرار صعوبة تنسيق المواعيد مع بطولة رابطة لاعبي الغولف المحترفين، بدأ عدد أكبر من الأمريكيين في المشاركة خلال ستينيات القرن الماضي، مما أعاد إلى البطولة هيبتها (ومعها الجوائز المالية التي جعلتها خيارًا مغريًا للمحترفين الأمريكيين). كما ساهم ظهور رحلات الطيران النفاثة العابرة للأطلسي في تعزيز مشاركة الأمريكيين في بطولة المفتوحة البريطانية. وقد أدت مناقشة بين بالمر وصحفي الغولف من بيتسبرغ، بوب دروم، إلى ظهور فكرة الغراند سلام الحديثة في الغولف.
في أغسطس 2017، وبعد أن أُقيمت نسخة العام السابق مبكرًا بسبب مشاركة الغولف في دورة الألعاب الأولمبية الصيفية 2016، أعلنت رابطة لاعبي الغولف المحترفين الأمريكية عن نقل موعد بطولة الرابطة إلى أواخر مايو اعتبارًا من عام 2019، لتُقام بين بطولتي الماسترز والولايات المتحدة المفتوحة. وبالتزامن، أعلنت بطولة رابطة لاعبي الغولف المحترفين عن إعادة بطولة اللاعبين إلى مارس في نفس العام؛ وبهذا، تُقام بطولة اللاعبين والبطولات الكبرى الأربع على مدى خمسة أشهر متتالية.

## الأهمية
تُعد البطولات الأربع الكبرى – بطولة الماسترز، وبطولة رابطة لاعبي الغولف المحترفين، وبطولة الولايات المتحدة المفتوحة، والبطولة المفتوحة – أرفع بطولات الغولف شأنًا. يشارك فيها نخبة اللاعبين من جميع أنحاء العالم، وتُبنى سمعة أعظم لاعبي الغولف في التاريخ إلى حد كبير على عدد وأهمية البطولات الكبرى التي يفوزون بها. فوز اللاعب ببطولة كبرى يعزز مسيرته أكثر بكثير من فوزه بأي بطولة أخرى. فإذا كان بالفعل من كبار اللاعبين، فمن المرجح أن يتلقى مكافآت مالية كبيرة من رعاته، وقد يتمكن من التفاوض على عقود أفضل. أما إذا لم يكن معروفًا، فسيتم التعاقد معه على الفور تقريبًا. وربما الأهم من ذلك، أنه سيُعفى من شرط التأهل السنوي للحصول على بطاقة المشاركة في جولته المحلية، مما يمنحه بعض الأمان في مهنة غير مستقرة. كما يُدعى تلقائيًا للمشاركة في جميع البطولات الكبرى الأخرى خلال السنوات الخمس التالية، ويُمنح إعفاءً خاصًا لدخول البطولة التي فاز بها؛ ووفقًا للبطولة، قد يحصل على إعفاءٍ يمتد لعشر سنوات على الأقل، أو حتى إعفاءٍ مدى الحياة.
حاليًا، تمنح كل من بطولة رابطة لاعبي الغولف المحترفين والبطولة الأوروبية إعفاءً لمدة خمس سنوات لجميع الفائزين بالبطولات الكبرى، ويحصلون على أعلى أولوية في تصنيفات تلك الجولات.
يُشرف على كل بطولة من البطولات الكبرى منظمة مستقلة، وليس بطولة رابطة لاعبي الغولف المحترفين. وتُقام ثلاث من البطولات الأربع في الولايات المتحدة، في حين تُلعب بطولة الماسترز سنويًا في ملعب أوغستا الوطني للغولف، بينما تتناوب مواقع البطولات الثلاث الأخرى (مع الإشارة إلى أن البطولة المفتوحة تُقام دائمًا على ملعب لينكس). ولكل بطولة كبرى تاريخها المميز، وتُنظَّم من قبل جهة مختلفة، لكن مكانتها الخاصة تحظى باعتراف عالمي.
يحصل الفائزون بالبطولات الكبرى على الحد الأقصى من نقاط التصنيف العالمي الرسمي للاعبي الغولف، وهو 100 نقطة، وهو تصنيف معتمد من جميع البطولات الكبرى. كما تُحتسب جوائز البطولات الكبرى رسميًا في أغنى ثلاث بطولات للغولف (لمن هم دون سن الخمسين): بطولة رابطة لاعبي للغولف المحترفين، والبطولة الأوروبية، وبطولة اليابان للغولف.
ومن الجدير بالذكر أن الجوائز المالية الكبرى في هذه البطولات ليست بالضرورة الأعلى في عالم الغولف؛ إذ تتفوق عليها جوائز بطولة اللاعبين، وثلاث من بطولات بطولات العالم للغولف الأربع (حيث رُقيت بطولة HSBC إلى بطولة عالمية عام 2009، وجائزتها الكبرى تُقارب جوائز البطولات الكبرى)، وبعض البطولات الدعوية الأخرى. لطالما قدمت بطولة اللاعبين جوائز مالية مساوية أو أكبر من تلك المقدمة في البطولات الكبرى، لأن بطولة رابطة لاعبي الغولف المحترفين تعتبرها أهم بطولاتها وتريد جعلها جذابة قدر الإمكان.
وعلى الرغم من أن البطولات الكبرى تحظى بالمكانة بسبب تاريخها وتقاليدها، فإن هناك بطولات غير "كبرى" تضم أيضًا أفضل اللاعبين وتقدم جوائز مالية توازي أو تتجاوز ما تقدمه البطولات الأربع التقليدية، مثل بطولة موانئ دبي العالمية ضمن البطولة الأوروبية، وبطولات العالم للغولف. ونظرًا لجائزتها المالية الضخمة وكونها البطولة الأبرز ضمن بطولة رابطة لاعبي الغولف المحترفين، كثيرًا ما تُعتبر بطولة اللاعبين "بطولة كبرى خامسة" غير رسمية، من قبل اللاعبين والنقاد.
لكن، وبعد إعلان بطولة LPGA اعتبار بطولة إيفيان خامس بطولة كبرى لدى السيدات، عارض بعض اللاعبين فكرة اعتماد "بطولة كبرى خامسة" للرجال، بسبب التقاليد الراسخة التي تتمتع بها البطولات الأربع الحالية.

## السمات المميزة للبطولات الكبرى
نظرًا لأن كل بطولة كبرى نشأت وتُدار من قبل منظمة مختلفة، فإن لكل واحدة منها خصائص تميزها عن غيرها. وتشمل هذه الخصائص طبيعة الملاعب المستخدمة، وتركيبة المشاركين، وغيرها من السمات الفريدة.

### بطولة الماسترز
تُعد بطولة الماسترز (ويُشار إليها أحيانًا باسم "بطولة الماسترز الأميركية") أولى البطولات الكبرى في الموسم، وهي الوحيدة التي تُقام سنويًا على نفس الملعب: نادي أوغستا الوطني للغولف. وتُعد البطولة الدعوية الخاصة بذلك النادي. أُقيمت لأول مرة عام 1934 تحت اسم "بطولة أوغستا الوطنية الدعوية"، واعتمدت اسمها الحالي رسميًا عام 1939، ما يجعلها أحدث البطولات الكبرى تأسيسًا ضمن بطولات الرجال.
توجه البطولة دعوات إلى أصغر عدد من اللاعبين مقارنةً بالبطولات الكبرى الأخرى، وعادةً ما يشارك فيها أقل من 100 لاعب (رغم أن جميع البطولات الكبرى، بما في ذلك الماسترز، تضمن الآن مشاركة جميع لاعبي النخبة ضمن أفضل 50 في التصنيف العالمي قبل انطلاق الحدث). وهي أيضًا البطولة الوحيدة من بين البطولات الأربع الكبرى التي لا تستخدم قائمة "البدلاء" لتعويض اللاعبين المؤهلين الذين ينسحبون (غالبًا بسبب الإصابة). كذلك، يُحدد القطع بعد 36 حفرة بناءً على أفضل 50 لاعبًا والمتعادلين معهم، وهو أقل عدد في أي بطولة كبرى، رغم أنه ليس الأقل من حيث النسبة المئوية مقارنة بعدد المشاركين الكلي.
يُمنح الأبطال السابقون دعوة مدى الحياة للمشاركة في البطولة، ويُسمح أيضًا بالمشاركة لأبطال البطولات الكبرى للهواة في الموسم الحالي، ومعظم الفائزين في الموسم السابق من بطولات رابطة لاعبي الغولف المحترفين. (مع الإشارة إلى أن الفائزين في البطولات "البديلة" التي تُقام بالتزامن مع بطولات كبرى لا يحصلون على دعوات تلقائية).
تُضفي التقاليد الخاصة بنادي أوغستا خلال أسبوع البطولة طابعًا فريدًا على هذا الحدث، مثل عشاء الأبطال، ومسابقة "البار 3"، ومنح السترة الخضراء للبطل. ويُساهم تصميم الملعب في هذه الخصوصية أيضًا، حيث لا يحتوي على مناطق "راف" أولية (الحشائش الطويلة)، لكنه يتميز بممرات ومساحات خضراء شديدة التموج، ومواقع أعلام تقليدية، واستخدام صارم للبرك والجداول في عدة حفر حاسمة في الجزء الثاني من الملعب.

### بطولة رابطة لاعبي الغولف المحترفين
تُعرف بطولة رابطة لاعبي الغولف المحترفين بأنها ثاني البطولات الكبرى في الموسم منذ عام 2019. أُنشئت عام 1916 وتُقام تقليديًا في أحد ملاعب الباركلاند في الولايات المتحدة. وغالبًا ما تُختار ملاعب بنفس صعوبة تلك التي تُستخدم في بطولة الولايات المتحدة المفتوحة، مثل نادي بالتسرول للغولف، ونادي ميدينا، ونادي أوكلاند هيلز، ونادي أوك هيل، ونادي وينغد فوت، وجميعها استضافت كلتا البطولتين. ومع ذلك، فإن الرابطة لا تضبط صعوبة الملعب بنفس الشدة التي تعتمدها الرابطة الأميركية للغولف (USGA). وتُبرم الرابطة عادةً اتفاقية لتقاسم الأرباح مع النادي المُضيف. واستثناءً لذلك، في عام 2014، أُقيمت البطولة في نادي فالهالا للغولف في لويفيل بولاية كنتاكي، وهو نادٍ كانت الرابطة تملكه بالكامل آنذاك.
وكما هو الحال في بطولة الماسترز، يحق للفائزين السابقين في بطولة رابطة لاعبي الغولف المحترفين المشاركة مدى الحياة. ويُدعى أيضًا أبطال البطولات الكبرى الأخرى، وأبرز اللاعبين حسب التصنيف العالمي. وتُستكمل قائمة المشاركين من خلال تصفيات خاصة لأعضاء رابطة لاعبي الغولف المحترفين، وهي منظمة تضم المحترفين العاملين في الأندية والمدربين، وتختلف عن أعضاء بطولة رابطة لاعبي الغولف المحترفين. وتُعد هذه البطولة الوحيدة من بين البطولات الأربع الكبرى التي تدعو جميع الفائزين ببطولات رابطة المحترفين في العام السابق، بالإضافة إلى 20 محترفًا من الأندية ليسوا من اللاعبين النظاميين في البطولة. ولا يشارك الهواة عادةً في جولة رابطة المحترفين، ولا يمكنهم التأهل إلا من خلال الفوز بإحدى البطولات الكبرى الثلاث الأخرى، أو الفوز بإحدى البطولات بموجب دعوة خاصة من راعٍ، أو أن يكون لهم تصنيف عالمي مرتفع.
وعندما كانت تُقام البطولة في شهر أغسطس، كانت كثيرًا ما تتأثر بحرارة الصيف المرتفعة ورطوبته، وهي من سمات مناخ أغلب مناطق الولايات المتحدة، ما كان يمنحها طابعًا مختلفًا وتحديًا إضافيًا، خصوصًا عند مقارنتها ببطولة الماسترز المفتوحة، التي غالبًا ما تُقام في طقس بارد وماطر. ومع نقل البطولة إلى شهر مايو في عام 2019، أصبحت احتمالية تأثير الحرارة والرطوبة على المنافسات أقل بكثير.

### بطولة الولايات المتحدة المفتوحة
تُعد بطولة الولايات المتحدة المفتوحة ثالث البطولات الكبرى، وقد أُقيمت لأول مرة عام 1895. وهي مشهورة بكونها تُلعب في ملاعب صعبة، ذات ممرات ضيقة، ومساحات خضراء صعبة، ومواقع أعلام تتطلب دقة، بالإضافة إلى راف كثيف وعالٍ، ما يجعل الدقة، خصوصًا في الضربات الأولى والكرات الموجهة نحو الحفرة، عنصرًا أساسيًا للنجاح. وعلى عكس أغلب البطولات العادية التي تُلعب في ملاعب ذات معدل نقاط (بار) 72، نادرًا ما تُقام بطولة الولايات المتحدة المفتوحة في ملعب بار 72 في العقود الأخيرة؛ حيث كانت نسخة 2017 هي الأولى منذ 1992 التي تُقام على ملعب بهذا المعدل. وفي غالب الأحيان، يكون معدل نقاط الملعب 70، وأحيانًا 71. ونادرًا ما تُحرز البطولة بنتائج أقل بكثير من معدل البار.
تُعد البطولة الرسمية لرابطة الغولف الأميركية (USGA)، وتتميز بقائمة مؤهلين صارمة، تضم أبطال البطولات الكبرى الحديثين، والمحترفين ذوي التصنيف المرتفع عالميًا أو الحاصلين على أعلى الإيرادات في الموسم السابق حول العالم، إلى جانب أبرز الهواة من بطولات USGA الأخيرة. ورغم ذلك، فإن نحو نصف عدد المشاركين في البطولة (156 لاعبًا) يدخلون من خلال جولتين من التصفيات المفتوحة، تُقام معظمها في الولايات المتحدة، وبعضها في أوروبا واليابان. ولا يوجد ما يمنع مشاركة النساء أو اللاعبين الصغار طالما كانوا محترفين أو يستوفون شروط الهواة من حيث مستوى الأداء. وحتى عام 2024، لم تتأهل أي لاعبة للمشاركة، رغم أن ميشيل وي وصلت للمرحلة الثانية من التصفيات في عام 2006.
كما أن هذه البطولة تفرض أقسى "قطع" بعد 36 حفرة من بين جميع البطولات الكبرى، إذ يُسمح فقط لأفضل 60 لاعبًا والمتعادلين معهم من أصل 156 باللعب في اليومين الأخيرين.
وكانت البطولة سابقًا تعتمد جولة فاصلة من 18 حفرة في حال التعادل بعد أربع جولات، لكن ابتداءً من 2018، أعلنت الرابطة أن جميع بطولاتها المستقبلية ستعتمد نظام جولة فاصلة من حفرتين فقط. وإذا استمر التعادل، تُستخدم طريقة الموت المفاجئ. وقد جعل هذا التغيير بطولة الولايات المتحدة المفتوحة أكثر توافقًا مع نظام البطولتين المفتوحة ورابطة لاعبي الغولف المحترفين، اللتين تستخدمان نظام ثلاث حفر فاصلة (وكانت البطولة المفتوحة تعتمد أربع حفر بين 1989 و2018 قبل أن تنتقل إلى ثلاث منذ 2019)، بينما تعتمد بطولة الماسترز ونظام معظم البطولات الأخرى جولة فاصلة واحدة بالموت المفاجئ فقط. وغالبًا ما يصادف يوم الأحد من البطولة الاحتفال بـ"عيد الأب" (كما هو معترف به في الولايات المتحدة والمملكة المتحدة)، ما يُضفي لمسة عاطفية على خطابات الفوز.

### البطولة المفتوحة
تُعد البطولة المفتوحة، وهي آخر البطولات الكبرى الأربع في السنة (ويُشار إليها أحيانًا بـ"البريطانية المفتوحة")، من تنظيم ذا آر أند إيه، وهي مؤسسة منبثقة عن نادي سانت أندروز الملكي والقديم [الإنجليزية]، وتُقام عادةً في ملعب من نوع لينكس في المملكة المتحدة (خاصةً في إسكتلندا أو إنجلترا)، وفقًا لدورة الملاعب الرسمية للبطولة. أُقيمت البطولة لأول مرة عام 1860، وتحمل مكانة مرموقة كونها أقدم بطولة جولف احترافية لا تزال قائمة حتى اليوم، وهي أول بطولة مفتوحة في التاريخ (رغم أن أول نسخة اقتصرت على المحترفين البريطانيين فقط). وتحظى بتقدير خاص لحرصها على الحفاظ على تقليد اللعب في ملاعب لينكس، والذي يعود إلى جذور اختراع اللعبة في إسكتلندا.
يتميّز ملعب لينكس عادةً بكونه ساحليًا، مسطحًا ومعرّضًا للرياح الشديدة، مع ممرات محفورة بين الأعشاب الكثيفة والشجيرات الشائكة التي تشكل منطقة الراف، بالإضافة إلى وجود حفر رملية عميقة. وغالبًا لا يتم تعديل الملعب عمدًا لجعله أكثر صعوبة، ما يجعل الطقس المتقلب هو العامل الخارجي الأبرز في التأثير على نتائج اللاعبين. كما تُضبط سرعة الأسطح العشبية (الخضر) في ملاعب البطولة لتكون أبطأ من تلك المعتادة في جولات البطولات الأخرى، إذ أن الرياح الشديدة قد تجعل اللعب مستحيلاً في حال كانت "الخضر" سريعة جدًا، كما حدث في الجولة الثالثة من نسخة عام 2015 التي شهدت العديد من التأخيرات لهذا السبب.
وكما هو الحال في البطولات الكبرى الأخرى، يُعفى من التصفيات اللاعبون الذين فازوا مؤخرًا ببطولات كبرى للمحترفين أو الهواة، بالإضافة إلى جميع الفائزين السابقين بالبطولة المفتوحة ممّن تقل أعمارهم عن 60 عامًا (مع تخفيض الحدّ إلى 55 عامًا لأولئك الذين يحققون أول فوز لهم في البطولة بدءًا من عام 2024)، فضلًا عن اللاعبين البارزين في تصنيفات العالم. كما تضمن ذا آر أند إيه إتاحة الفرصة لأفضل لاعبي الجولف حول العالم من خلال تنظيم تصفيات تمهيدية في جميع القارات، بالإضافة إلى تصفيات نهائية تُقام في مختلف أنحاء المملكة المتحدة قبل موعد البطولة الرئيسية بأسابيع.
ويتسلّم الفائز كأس الكلاريت الشهير، الذي يعود تاريخه إلى عام 1872 (إذ كان يُمنح الفائزون بين 1860 و1871 حزام بطولة شبيه بحزام أبطال الملاكمة حاليًا). وتُعد عملية حفر اسم البطل على قاعدة الكأس قبل تسليمه له من التقاليد الراسخة في مراسم ختام البطولة، تمامًا مثل منح الميدالية الفضية لأفضل لاعب هاوٍ استطاع اجتياز حاجز القصّ والمشاركة في آخر 36 حفرة من المنافسة.

## السجلات

### سجلات التسجيل

#### إجمالي النقاط الفائزة (الإجمالي الكلي)
يُدرج أدناه سجل إجمالي النقاط لكل بطولة كبرى، مرتبة وفقًا لترتيب إقامة البطولات خلال العام.
| التاريخ        | البطولة                         | اللاعب        | الجولات     | النتيجة | مقابل المعدل |
| -------------- | ------------------------------- | ------------- | ----------- | ------- | ------------ |
| 15 نوفمبر 2020 | بطولة الماسترز                  | داستين جونسون | 65-70-65-68 | 268     | −20          |
| 19 مايو 2024   | بطولة بي جي أي                  | زاندر شوفلي   | 62-68-68-65 | 263     | −21          |
| 19 يونيو 2011  | بطولة الولايات المتحدة المفتوحة | روري ماكلروي  | 65-66-68-69 | 268     | −16          |
| 17 يوليو 2016  | البطولة المفتوحة                | هنريك ستينسون | 68-65-68-63 | 264     | −20          |

#### إجمالي النقاط (مقابل المعدل)
يُدرج أدناه سجل النقاط مقابل المعدل لكل بطولة كبرى، مرتبة وفقًا لترتيب إقامة البطولات خلال العام.
| التاريخ        | البطولة                         | اللاعب        | الجولات     | النتيجة | مقابل المعدل |
| -------------- | ------------------------------- | ------------- | ----------- | ------- | ------------ |
| 15 نوفمبر 2020 | بطولة الماسترز                  | داستين جونسون | 65-70-65-68 | 268     | −20          |
| 19 مايو 2024   | بطولة بي جي أي                  | زاندر شوفلي   | 62-68-68-65 | 263     | −21          |
| 19 يونيو 2011  | بطولة الولايات المتحدة المفتوحة | روري ماكلروي  | 65-66-68-69 | 268     | −16          |
| 18 يونيو 2017  | بطولة الولايات المتحدة المفتوحة | بروكس كوبكا   | 67-70-68-67 | 272     | −16          |
| 17 يوليو 2016  | البطولة المفتوحة                | هنريك ستينسون | 68-65-68-63 | 264     | −20          |
| 17 يوليو 2022  | البطولة المفتوحة                | كاميرون سميث  | 67-64-73-64 | 268     | −20          |

#### أكبر هوامش الانتصار
فازت بطولات كبرى بهامش تسع ضربات أو أكثر في ثماني مناسبات. وفي ثماني مناسبات أخرى، حُسمت البطولات الكبرى بهامش ثماني ضربات؛ من بين هذه الحالات فوز روري ماكلروي في بطولة بي جي أي 2012 في منتجع كياوا آيلاند للغولف، وهو الرقم القياسي لهامش الفوز في تاريخ بطولة بي جي أي.
| الجنسية          | اللاعب         | الهامش | البطولة الكبرى                       | الملعب          |
| ---------------- | -------------- | ------ | ------------------------------------ | --------------- |
| الولايات المتحدة | تايغر وودز     | 15     | بطولة الولايات المتحدة المفتوحة 2000 | بيبل بيتش       |
| إسكتلندا         | أولد توم موريس | 13     | بطولة المفتوحة 1862                  | بريستويك        |
| إسكتلندا         | يانغ توم موريس | 12     | بطولة المفتوحة 1870                  | بريستويك        |
| الولايات المتحدة | تايغر وودز     | 12     | بطولة الماسترز 1997                  | أوغوستا ناشونال |
| إسكتلندا         | يانغ توم موريس | 11     | البطولة المفتوحة 1869                | بريستويك        |
| إسكتلندا         | ويلي سميث      | 11     | بطولة الولايات المتحدة المفتوحة 1899 | بالتيمور        |
| إنجلترا          | جيم بارنز      | 9      | بطولة الولايات المتحدة المفتوحة 1921 | كولومبيا        |
| الولايات المتحدة | جاك نيكولاس    | 9      | بطولة الماسترز 1965                  | أوغوستا ناشونال |

#### أرقام الجولات الفردية
يُعد الرقم القياسي لأقل نتيجة في جولة واحدة ضمن البطولات الكبرى هو 62، وقد سُجل لأول مرة بواسطة لاعب الغولف الجنوب أفريقي براندن غريس في الجولة الثالثة من بطولة المفتوحة لعام 2017. وقد عادل هذا الرقم اللاعبان الأميركيان ريكي فاولر وزاندر شوفلي في الجولة الأولى من بطولة الولايات المتحدة المفتوحة لعام 2023. وفي الجولة الأولى من بطولة بي جي أي لعام 2024، أصبح شوفلي أول لاعب يسجل أكثر من جولة بنتيجة 62 في البطولات الكبرى. وفي الجولة الثالثة من نفس البطولة، أصبح شاين لوري رابع لاعب يسجل نتيجة 62 في بطولة كبرى، وذلك بعد أن أضاع ضربة بيردي في الحفرة 18 كانت ستمنحه نتيجة 61.

### الانتصارات المتتالية
| الجنسية          | اللاعب           | البطولة الكبرى                  | العدد | السنوات                   |
| ---------------- | ---------------- | ------------------------------- | ----- | ------------------------- |
| اسكتلندا         | يانغ توم موريس   | البطولة المفتوحة                | 4     | 1868، 1869، 1870، 1872[a] |
| الولايات المتحدة | والتر هاغن       | بطولة بي جي أي                  | 4     | 1924، 1925، 1926، 1927    |
| اسكتلندا         | جيمي أندرسون     | البطولة المفتوحة                | 3     | 1877، 1878، 1879          |
| اسكتلندا         | بوب فيرجسون      | البطولة المفتوحة                | 3     | 1880، 1881، 1882          |
| اسكتلندا         | ويلي أندرسون     | بطولة الولايات المتحدة المفتوحة | 3     | 1903، 1904، 1905          |
| أستراليا         | بيتر طومسون      | البطولة المفتوحة                | 3     | 1954، 1955، 1956          |
| اسكتلندا         | توم موريس القديم | البطولة المفتوحة                | 2     | 1861، 1862                |
| جيرزي            | هاري فاردون      | البطولة المفتوحة                | 2     | 1898، 1899                |
| اسكتلندا         | جيمس برايد       | البطولة المفتوحة                | 2     | 1905، 1906                |
| إنجلترا          | جون هنري تايلور  | البطولة المفتوحة                | 2     | 1894، 1895                |
| الولايات المتحدة | جون ماكديرموت    | بطولة الولايات المتحدة المفتوحة | 2     | 1911، 1912                |
| إنجلترا          | جيم بارنز        | بطولة بي جي أي                  | 2     | 1916، 1919[a]             |
| الولايات المتحدة | جين سارازين      | بطولة بي جي أي                  | 2     | 1922، 1923                |
| الولايات المتحدة | بوبي جونز        | البطولة المفتوحة                | 2     | 1926، 1927                |
| الولايات المتحدة | والتر هاغن       | البطولة المفتوحة                | 2     | 1928، 1929                |
| الولايات المتحدة | ليو ديجل         | بطولة بي جي أي                  | 2     | 1928، 1929                |
| الولايات المتحدة | بوبي جونز        | بطولة الولايات المتحدة المفتوحة | 2     | 1929، 1930                |
| الولايات المتحدة | ديني شوت         | بطولة بي جي أي                  | 2     | 1936، 1937                |
| الولايات المتحدة | رالف جولدال      | بطولة الولايات المتحدة المفتوحة | 2     | 1937، 1938                |
| جنوب إفريقيا     | بوبي لوك         | البطولة المفتوحة                | 2     | 1949، 1950                |
| الولايات المتحدة | بين هوجان        | بطولة الولايات المتحدة المفتوحة | 2     | 1950، 1951                |
| الولايات المتحدة | أرنولد بالمر     | البطولة المفتوحة                | 2     | 1961، 1962                |
| الولايات المتحدة | جاك نيكولاس      | بطولة الماسترز                  | 2     | 1965، 1966                |
| الولايات المتحدة | لي تريفينو       | البطولة المفتوحة                | 2     | 1971، 1972                |
| الولايات المتحدة | توم واتسون       | البطولة المفتوحة                | 2     | 1982، 1983                |
| الولايات المتحدة | كورتيس سترينج    | بطولة الولايات المتحدة المفتوحة | 2     | 1988، 1989                |
| إنجلترا          | نيك فالدو        | بطولة الماسترز                  | 2     | 1989، 1990                |
| الولايات المتحدة | تايغر وودز       | بطولة بي جي أي                  | 2     | 1999، 2000                |
| الولايات المتحدة | تايغر وودز       | بطولة الماسترز                  | 2     | 2001، 2002                |
| الولايات المتحدة | تايغر وودز       | البطولة المفتوحة                | 2     | 2005، 2006                |
| الولايات المتحدة | تايغر وودز       | بطولة بي جي أي                  | 2     | 2006، 2007                |
| أيرلندا          | بادريج هارينغتون | البطولة المفتوحة                | 2     | 2007، 2008                |
| الولايات المتحدة | بروكس كوبكا      | بطولة الولايات المتحدة المفتوحة | 2     | 2017، 2018                |
| الولايات المتحدة | بروكس كوبكا      | بطولة بي جي أي                  | 2     | 2018، 2019                |

a  تُعدّ هذه الانتصارات متتالية لأن البطولة المفتوحة لم تُقم في عام 1871، وبطولة بي جي أي لم تُقم في عامي 1917 و1918.

### الانتصارات من البداية للنهاية
اللاعبون الذين تصدروا أو تعادلوا في الصدارة بعد كل جولة من جولات البطولة الكبرى.
- الزعامة التامة بعد كل جولة

| الجنسية          | اللاعب        | السنة | البطولة                         |
| ---------------- | ------------- | ----- | ------------------------------- |
| جيرسي            | تيد راي       | 1912  | البطولة المفتوحة                |
| الولايات المتحدة | والتر هاغن    | 1914  | بطولة الولايات المتحدة المفتوحة |
| إنجلترا          | جيم بارنز     | 1921  | بطولة الولايات المتحدة المفتوحة |
| الولايات المتحدة | بوبي جونز     | 1927  | البطولة المفتوحة                |
| الولايات المتحدة | جين ساريزن    | 1932  | البطولة المفتوحة                |
| إنجلترا          | هنري كوتون    | 1934  | البطولة المفتوحة                |
| الولايات المتحدة | كرايغ وود     | 1941  | بطولة الماسترز                  |
| الولايات المتحدة | بين هوجان     | 1953  | بطولة الولايات المتحدة المفتوحة |
| الولايات المتحدة | أرنولد بالمر  | 1960  | الماسترز                        |
| الولايات المتحدة | بوبي نيكولز   | 1964  | بي جي أي                        |
| إنجلترا          | توني جاكلين   | 1970  | بطولة الولايات المتحدة المفتوحة |
| الولايات المتحدة | جاك نيكولاس   | 1971  | بي جي أي                        |
| الولايات المتحدة | جاك نيكولاس   | 1972  | بطولة الماسترز                  |
| الولايات المتحدة | توم وايسكوف   | 1973  | البطولة المفتوحة                |
| الولايات المتحدة | رايموند فلويد | 1976  | بطولة الماسترز                  |
| الولايات المتحدة | رايموند فلويد | 1982  | بي جي أي                        |
| الولايات المتحدة | هال سوتون     | 1983  | بي جي أي                        |
| الولايات المتحدة | تايغر وودز    | 2000  | بطولة الولايات المتحدة المفتوحة |
| الولايات المتحدة | تايغر وودز    | 2002  | بطولة الولايات المتحدة المفتوحة |
| الولايات المتحدة | تايغر وودز    | 2005  | البطولة المفتوحة                |
| أيرلندا الشمالية | روري ماكلروي  | 2011  | بطولة الولايات المتحدة المفتوحة |
| ألمانيا          | مارتن كايمر   | 2014  | بطولة الولايات المتحدة المفتوحة |
| أيرلندا الشمالية | روري ماكلروي  | 2014  | البطولة المفتوحة                |
| الولايات المتحدة | جوردن سبيث    | 2015  | بطولة الماسترز                  |
| الولايات المتحدة | بروكس كوبكا   | 2019  | بي جي أي                        |

- تساوي أو تصدر الترتيب في نهاية كل جولة

| الجنسية          | اللاعب          | السنة | البطولة                         |
| ---------------- | --------------- | ----- | ------------------------------- |
| إسكتلندا         | ويلي أندرسون    | 1903  | بطولة الولايات المتحدة المفتوحة |
| إسكتلندا         | أليكس سميث      | 1906  | بطولة الولايات المتحدة المفتوحة |
| الولايات المتحدة | تشيك إيفانز     | 1916  | بطولة الولايات المتحدة المفتوحة |
| الولايات المتحدة | تومي بولت       | 1958  | بطولة الولايات المتحدة المفتوحة |
| الولايات المتحدة | أرنولد بالمر    | 1964  | بطولة الماسترز                  |
| الولايات المتحدة | رايموند فلويد   | 1969  | بي جي أي                        |
| الولايات المتحدة | جاك نيكولاس     | 1972  | بطولة الولايات المتحدة المفتوحة |
| الولايات المتحدة | هوبرت غرين      | 1977  | بطولة الولايات المتحدة المفتوحة |
| إسبانيا          | سيفي باليستيروس | 1980  | بطولة الماسترز                  |
| الولايات المتحدة | جاك نيكلوس      | 1980  | بطولة الولايات المتحدة المفتوحة |
| الولايات المتحدة | باين ستيوارت    | 1991  | بطولة الولايات المتحدة المفتوحة |
| زيمبابوي         | نيك برايس       | 1994  | بي جي أي                        |
| الولايات المتحدة | تايغر وودز      | 2000  | بي جي أي                        |
| جنوب إفريقيا     | ريتيف غوسن      | 2001  | بطولة الولايات المتحدة المفتوحة |
| الولايات المتحدة | فيل ميكلسون     | 2005  | بي جي أي                        |
| جنوب إفريقيا     | تريفور إيملمان  | 2008  | بطولة الماسترز                  |
| الولايات المتحدة | جيمي ووكر       | 2016  | بي جي أي                        |
| الولايات المتحدة | جوردان سبيث     | 2017  | البطولة المفتوحة                |
| الولايات المتحدة | داستن جونسون    | 2020  | بطولة الماسترز                  |
| الولايات المتحدة | زاندر شوفليه    | 2024  | بي جي أي                        |

### المراكز العشرة الأولى في البطولات الكبرى الأربع الحديثة في موسم واحد
قبل أوائل ستينيات القرن العشرين، كان من النادر أن تتاح الفرصة لأبرز لاعبي الغولف حول العالم للمشاركة في البطولات الأربع الكبرى الحديثة جميعها في موسم واحد، وذلك بسبب اختلاف معايير التأهل لكل بطولة في ذلك الوقت، وارتفاع تكاليف السفر للمشاركة (في عصر كانت فيه جوائز البطولات المالية منخفضة جدًا، وكان البطل وحده من يحظى بفرص الرعاية المستقبلية)، وأحيانًا تعارض مواعيد بطولتي بريطانيا المفتوحة وبي جي أي.
في عام 1937، شارك جميع أعضاء الفريق الأميركي في كأس رايدر في بطولة بريطانيا المفتوحة، ولكن من بين من أنهوا البطولة ضمن المراكز العشرة الأولى، كان إد دودلي الوحيد الذي يمكنه الادعاء بتحقيق مركز ضمن العشرة الأوائل في جميع البطولات الكبرى الأربع لذلك العام، إذا ما اعتُبر خروجه من دور الستة عشر في بطولة بي جي أي (التي كانت تُلعب بنظام المواجهات الفردية حينها) بمثابة مركز تاسع مشترك.
منذ عام 1960، حين فشل أرنولد بالمر بفارق ضئيل في إضافة لقب البطولة المفتوحة إلى لقبي الماسترز وبطولة الولايات المتحدة المفتوحة – وبالتالي محاكاة "تاج هوجان الثلاثي" لعام 1953 – في ترسيخ مفهوم الغراند سلام الاحترافي الحديث، أصبح من الشائع أن يُدعى اللاعبون البارزون للمشاركة في البطولات الأربع الكبرى كل عام، بل وينافسون فيها بالفعل. ومع ذلك، فإن عدد الذين تمكنوا من إنهاء جميع البطولات الأربع ضمن المراكز العشرة الأولى خلال سنة واحدة لا يزال محدودًا ومميزًا.
| الجنسية          | اللاعب           | السنة | عدد الانتصارات | نتائج البطولات الكبرى  | نتائج البطولات الكبرى           | نتائج البطولات الكبرى  | نتائج البطولات الكبرى  | أدنى مركز              |
| الجنسية          | اللاعب           | السنة | عدد الانتصارات | بطولة الماسترز         | بطولة الولايات المتحدة المفتوحة | البطولة المفتوحة       | بطولة بي جي أي         | أدنى مركز              |
| ---------------- | ---------------- | ----- | -------------- | ---------------------- | ------------------------------- | ---------------------- | ---------------------- | ---------------------- |
| الولايات المتحدة | إد دودلي         | 1937  | 0^             | المركز الثالث          | الخامس                          | السادس                 | دور الـ16              | دور الـ16              |
| الولايات المتحدة | أرنولد بالمر     | 1960  | 2              | الأول                  | الأول                           | الثاني                 | تعادل في المركز السابع | تعادل في المركز السابع |
| جنوب إفريقيا     | جاري بلاير       | 1963  | 0              | تعادل في المركز الخامس | تعادل في المركز الثامن          | تعادل في المركز السابع | تعادل في المركز الثامن | تعادل في المركز الثامن |
| الولايات المتحدة | أرنولد بالمر (2) | 1966  | 0              | تعادل في المركز الرابع | الثاني                          | تعادل في المركز الثامن | تعادل في المركز السادس | تعادل في المركز الثامن |
| الولايات المتحدة | دوغ ساندرز       | 1966  | 0^             | تعادل في المركز الرابع | تعادل في المركز الثامن          | الثاني                 | تعادل في المركز السادس | تعادل في المركز الثامن |
| الولايات المتحدة | ميلر باربر       | 1969  | 0^             | السابع                 | تعادل في المركز السادس          | العاشر                 | تعادل في المركز الخامس | العاشر                 |
| الولايات المتحدة | جاك نيكولاس      | 1971  | 1              | تعادل في المركز الثاني | الثاني                          | تعادل في المركز الخامس | الأول                  | تعادل في المركز الخامس |
| الولايات المتحدة | جاك نيكلاوس (2)  | 1973  | 1              | تعادل في المركز الثالث | تعادل في المركز الرابع          | الرابع                 | الأول                  | تعادل في المركز الرابع |
| الولايات المتحدة | جاك نيكلاوس (3)  | 1974  | 0              | تعادل في المركز الرابع | تعادل في المركز العاشر          | الثالث                 | الثاني                 | تعادل في المركز العاشر |
| جنوب إفريقيا     | جاري بلاير (2)   | 1974  | 2              | الأول                  | تعادل في المركز الثامن          | الأول                  | السابع                 | تعادل في المركز الثامن |
| الولايات المتحدة | ويليام إروين     | 1975  | 0              | تعادل في المركز الرابع | تعادل في المركز الثالث          | تعادل في المركز التاسع | تعادل في المركز الخامس | تعادل في المركز التاسع |
| الولايات المتحدة | جاك نيكلاوس (4)  | 1975  | 2              | الأول                  | تعادل في المركز السابع          | تعادل في المركز الثالث | الأول                  | تعادل في المركز السابع |
| الولايات المتحدة | توم واتسون       | 1975  | 1              | تعادل في المركز الثامن | تعادل في المركز التاسع          | الأول                  | التاسع                 | تعادل في المركز التاسع |
| الولايات المتحدة | جاك نيكلاوس (5)  | 1977  | 0              | الثاني                 | تعادل في المركز العاشر          | الثاني                 | الثالث                 | تعادل في المركز العاشر |
| الولايات المتحدة | توم واتسون (2)   | 1977  | 2              | الأول                  | تعادل في المركز السابع          | الأول                  | تعادل في المركز السادس | تعادل في المركز السابع |
| الولايات المتحدة | توم واتسون (3)   | 1982  | 2              | تعادل في المركز الخامس | الأول                           | الأول                  | تعادل في المركز التاسع | تعادل في المركز التاسع |
| الولايات المتحدة | بين كرينشاو      | 1987  | 0              | تعادل في المركز الرابع | تعادل في المركز الرابع          | تعادل في المركز الرابع | تعادل في المركز السابع | تعادل في المركز السابع |
| الولايات المتحدة | تايغر وودز       | 2000  | 3              | الخامس                 | الأول                           | الأول                  | الأول                  | الخامس                 |
| إسبانيا          | سيرجيو غارسيا    | 2002  | 0              | الثامن                 | الرابع                          | تعادل في المركز الثامن | العاشر                 | العاشر                 |
| جنوب إفريقيا     | إيرني إلس        | 2004  | 0              | الثاني                 | تعادل في المركز التاسع          | الثاني                 | تعادل في المركز الرابع | تعادل في المركز التاسع |
| الولايات المتحدة | فيل ميكلسون      | 2004  | 1              | الأول                  | الثاني                          | الثالث                 | تعادل في المركز السادس | تعادل في المركز السادس |
| فيجي             | فيجاي سينغ       | 2005  | 0              | تعادل في المركز الخامس | تعادل في المركز السادس          | تعادل في المركز الخامس | تعادل في المركز العاشر | تعادل في المركز العاشر |
| الولايات المتحدة | تايغر وودز (2)   | 2005  | 2              | الأول                  | الثاني                          | الأول                  | تعادل في المركز الرابع | تعادل في المركز الرابع |
| الولايات المتحدة | ريكي فاولر       | 2014  | 0^             | تعادل في المركز الخامس | الثاني                          | الثاني                 | الثالث                 | تعادل في المركز الخامس |
| الولايات المتحدة | جوردن سبيث       | 2015  | 2              | الأول                  | الأول                           | تعادل في المركز الرابع | الثاني                 | تعادل في المركز الرابع |
| الولايات المتحدة | بروكس كوبكا      | 2019  | 1              | تعادل في المركز الثاني | الثاني                          | تعادل في المركز الرابع | الأول                  | تعادل في المركز الرابع |
| إسبانيا          | جون رام          | 2021  | 1              | تعادل في المركز الخامس | الأول                           | تعادل في المركز الثالث | تعادل في المركز الثامن | تعادل في المركز الثامن |
| أيرلندا الشمالية | روري ماكلروي     | 2022  | 0              | الثاني                 | تعادل في المركز الخامس          | الثالث                 | الثامن                 | الثامن                 |
| الولايات المتحدة | زاندر شوفلي      | 2024  | 2              | الثامن                 | تعادل في المركز السابع          | الأول                  | الأول                  | الثامن                 |

^ لم يفز ببطولة كبرى منتظمة في مسيرته المهنية.
في 14 مناسبة من أصل 29 التي تحقَّق فيها هذا الإنجاز، لم يفز اللاعب المعني بأي بطولة كبرى في ذلك العام — بل إن ثلاثة من هؤلاء اللاعبين (دودلي، ساندرز وباربر) لم يفوزوا مطلقًا بأي بطولة كبرى طوال مسيرتهم (مع أن باربر فاز لاحقًا بخمس بطولات كبرى لفئة الكبار)، كما أن فاولر لم يفز بأي منها حتى الآن أيضًا.